# Sauerland Open 2021
Il Sauerland Open 2021, nome ufficiale Platzmann-Sauerland Open per ragioni di sponsorizzazione, è stato un torneo maschile di tennis giocato sulla terra rossa. È stata la 1ª edizione del torneo, facente parte della categoria Challenger 80 nell'ambito dell'ATP Challenger Tour 2021. Si è giocato al Lüdenscheider Tennis-Verein von 1899 nella città del Sauerland di Lüdenscheid, in Germania, dal 16 al 22 agosto 2021.

## Partecipanti

### Teste di serie
| Nazionalità | Giocatore               | Ranking* | Testa di serie |
| ----------- | ----------------------- | -------- | -------------- |
| Spagna      | Pablo Andújar           | 74       | 1              |
| Spagna      | Pedro Martínez          | 76       | 2              |
| Spagna      | Roberto Carballés Baena | 96       | 3              |
| Germania    | Daniel Altmaier         | 124      | 4              |
| Bolivia     | Hugo Dellien            | 142      | 5              |
| Argentina   | Juan Manuel Cerúndolo   | 148      | 6              |
| Russia      | Roman Safiullin         | 162      | 7              |
| Paesi Bassi | Robin Haase             | 226      | 8              |
| Francia     | Constant Lestienne      | 245      | 9              |

* Ranking al 9 agosto 2021.

### Altri partecipanti
I seguenti giocatori hanno ricevuto una wild card per il tabellone principale:
- Shintaro Mochizuki
- Rudolf Molleker
- Marvin Möller

Il seguente giocatore è entrato in tabellone con il protected ranking:
- Julien Cagnina

I seguenti giocatori sono entrati in tabellone come alternate:
- Nicolás Kicker
- Jelle Sels

I seguenti giocatori sono passati dalle qualificazioni:
- Javier Barranco Cosano
- Filip Jianu
- Matteo Martineau
- Genaro Alberto Olivieri

## Punti e montepremi
| Torneo    | Torneo              | V     | F     | SF    | QF    | 2T  | 1T  | Q | Q2  | Q1  |
| Singolare | Punti               | 80    | 48    | 29    | 15    | 7   | 0   | 4 | 1   | 0   |
| Singolare | Premi in denaro (€) | 6 190 | 3 650 | 2 160 | 1 260 | 730 | 450 | – | 225 | 115 |
| Doppio    | Punti               | 80    | 48    | 29    | 15    | –   | 0   | – | –   | –   |
| Doppio    | Premi in denaro (€) | 2 670 | 1 550 | 930   | 550   | –   | 310 | – | –   | –   |

## Campioni

### Singolare
Daniel Altmaier ha sconfitto in finale  Nicolás Jarry con il punteggio di 7–6(1), 4–6, 6–3.

### Doppio
Ivan Sabanov /  Matej Sabanov hanno sconfitto in finale  Denys Molčanov /  Oleksandr Nedovjesov con il punteggio di 6–4, 2–6, [12–10].